# Transmigration of the Magus

Transmigration of the Magus est un album de compositions de John Zorn jouées par un ensemble constitué du Gnostic Trio (Bill Frisell, Kenny Wollesen, Carol Emanuel) augmenté de John Medeski (orgue), de Bridget Kibbey (harpes) et de Al Lipowski (vibraphone et cloches). L'album, inspiré des écrits gnostiques de la bibliothèque de Nag Hammadi, est dédié à la mémoire de Lou Reed, ami de John Zorn, à l'occasion de l'anniversaire de son décès.

## Titres
| No | Titre                       | Durée |
| -- | --------------------------- | ----- |
| 1. | Into the Light              | 8:05  |
| 2. | Transmigration of the Magus | 6:43  |
| 3. | Perfect Mind                | 4:00  |
| 4. | Providence                  | 4:27  |
| 5. | Gnostic Hymn                | 4:45  |
| 6. | Apocryphon                  | 3:44  |
| 7. | The Divine Word             | 3:37  |
| 8. | The Three-Fold Thought      | 4:28  |
| 9. | Merlin                      | 4:30  |

## Personnel
- Carol Emanuel - harpes
- Bill Frisell - guitare
- John Medeski - orgue
- Kenny Wollesen - vibraphone, cloches
- Bridget Kibbey - harpes
- Al Lipowski - vibraphone, cloches